# Eucephalacris miguelangeli
Eucephalacris miguelangeli är en insektsart som beskrevs av Marius Descamps 1980. Eucephalacris miguelangeli ingår i släktet Eucephalacris och familjen gräshoppor. Inga underarter finns listade i Catalogue of Life.